# Андреев, Андрей Дмитриевич
Андрей Дмитриевич Андреев — театральный режиссёр, театральный педагог, профессор кафедры режиссуры Санкт-Петербургской государственной академии театрального искусства (СПбГАТИ).

## Биография
Родился в 1947 году в Нижнем Тагиле Свердловской области в актёрской семье. С 1968 по 1973 год учился в Москве в ГИТИСе на режиссёрском факультете (педагог М. О. Кнебель). Дипломным спектаклем Андрея Дмитриевича стала постановка «Ситуация» по пьесе В. С. Розова на сцене Рижского ТЮЗа.
С 1980 по 1985 год педагог актёрского мастерства в ЛГИТМИКе в содружестве с А. И. Кацманом и Л. А. Додиным, а также, после кончины режиссера и мастера курса Якова Хамармера - мастер актёрского курса при ЛГИТМиКе, набранного для Финского драматического театра г. Петрозаводска (1986-1989) вместе с педагогом Людмилой Честноковой, одной из последовательниц В. Мейерхольда. Среди учеников лауреат «Золотой маски» независимый режиссёр Роман Каганович.
Работал в драматических театрах  Норильска, Петрозаводска, Мурманска, Самары, Риги, Москвы.
С 1986 по 1996 год — художественный руководитель Санкт-Петербургского ТЮЗа им. А. А. Брянцева.

## Постановки в театре
- 2005 — «Турандот» Карло Гоцци (Национальный театр Республики Карелия)
- «Вредные советы» - Школа современной пьесы
- «Плутни Скапена» - Пушкинская школа
- «Лекарь поневоле» - Пушкинская школа
- 2017 — "Без вины виноватые" (Санкт-Петербургский государственный молодёжный театр на Фонтанке). Художник-постановщик Александр Орлов; Отрадина — заслуженная артистка России Екатерина Унтилова, Муров — народный артист России Валерий Кухарешин, Дудукин — Константин Воробьёв, Коринкина — Регина Щукина, Незнамов — Андрей Некрасов, Шмага — Александр Черкашин и др.
- 1986 - "Кабаре", мюзикл, Финский драматический театр, Петрозаводск. http://rk.karelia.ru/special-projects/100-simvolov-karelii/natsionalnyj-teatr-karelii/